# Yesterdays (canción de Guns N' Roses)
«Yesterdays» es una canción de la banda de hard rock estadounidense Guns N' Roses, que aparece en álbum Use Your Illusion II, del cual también es el segundo sencillo. Fue escrita líricamente por Axl Rose, mientras que la parte musical fue compuesta en conjunto por Axl Rose, West Arkeen y Del James. 
Esta canción aparece en la recopilación Greatest Hits lanzada en 2004. La canción alcanzó el # 12 en la Billboard Hot 100.

## Vídeo musical
Rodado en blanco y negro, el video muestra a la banda tocando en un almacén vacío y fotografías de la banda durante el Use Your Illusion Tour, así como a los exmiembros Izzy Stradlin y Steven Adler que habían abandonado el grupo por entonces. Se incluye en el DVD Welcome to the Videos. Hay otra versión del vídeo que solo contiene a la banda tocando en el almacén.

## Integrantes
- Axl Rose - voz, piano
- Slash - guitarra
- Izzy Stradlin - guitarra rítmica
- Duff McKagan - Bajo
- Matt Sorum - Batería
- Dizzy Reed - Órgano

- Datos: Q1062047